# Coupe du Maroc de football 2011
Navigation
Édition précédente Édition suivante
La saison 2011 de la Coupe du Trône est la cinquante-cinquième édition de la compétition.

## 5etour
Le 5e et dernier tour préliminaire, il a connu la participation de 32 équipes appartenant à la 3e et 2e division du championnat marocain de football :
| Équipe 1               | Équipe 2                 | Résultat          |
| ---------------------- | ------------------------ | ----------------- |
| Racing Casablanca      | US Mohammedia            | 1 - 2             |
| CODM Meknes            | Raja de Hoceima          | 7 - 0             |
| Rachad Bernoussi       | Club Salmi               | 2 - 1             |
| Stade Marocain         | Kifah sportif Sidi Yahya | 0 - 1             |
| Ittihad Casablanca     | Raja de Beni Mellal      | 2 - 1             |
| Chabab Darouich        | Ittihad Khemisset        | 2 - 1             |
| Union Azilal           | Youssoufia Berrechid     | 1 - 1 (4-3 tab)   |
| CSM Ouarzazate         | Fath Sidi Bennour        | 1 - 1 (15-14 tab) |
| Wydad Qalaat Sragna    | Ittihad Fkih Ben Salah   | 1 - 0             |
| Union de Touarga Rabat | Club sportif Toulal      | 2 - 2 (4-5 tab)   |
| Olympic Dchira         | Chabab Houara            | 1 - 3             |
| US Temara              | Club Alqasri             | 2 - 2 (4-2 tab)   |
| Union Ait Melloul      | Mouloudia Dakhla         | 3 - 1             |
| IR Tanger              | AS Salé                  | 2 - 3             |
| Hilal de Nador         | Mouloudia Oujda          | 1 - 0             |
| Chabab Mohammedia      | Renaissance Berkane      | 3 - 0             |

## Seizièmes de finale
| Équipe 1              | Équipe 2                     | Résultat           |
| --------------------- | ---------------------------- | ------------------ |
| FAR Rabat             | FUS Rabat                    | 0 - 1              |
| Wydad Athletic Club   | OCK Khouribga                | 4 - 3 (extra-time) |
| Difaâ d'El Jadida     | Union Ait Melloul            | 2 - 2 (5-3 tab)    |
| Maghreb de Fès        | Union Azilal                 | 3 - 0              |
| Raja de Casablanca    | Olympique de Safi            | 2 - 3              |
| Union de Mohammédia   | Hilal de Nador               | 2 - 1              |
| Ittihad de Casablanca | CODM de Meknès               | 0 - 1              |
| Moghreb de Tétouan    | Association sportive de Salé | 0 - 1              |
| Chabab Rif Hoceima    | Wydad de Fès                 | 1 - 0              |
| Chabab Houara         | KAC de Kénitra               | 0 - 1              |
| Jeunesse El Massira   | Wydad Kelâat Es-Sraghna      | 6 - 0              |
| Hassania d'Agadir     | Union sportive Témara        | 1 - 0              |
| Chabab Mohammédia     | Kifah sportif Sidi Yahya     | 4 -1               |
| Rachad Bernoussi      | JS de Tadla                  | 2 - 2 (2-3 tab)    |
| Club sportif Toulal   | Chabab Driouéch              | 2 - 0 (extra-time) |
| Fath Sidi Bennour     | Kawkab de Marrakech          | 0 - 3              |

## Phases finales

### Huitièmes de finale
| Équipe 1                     | Équipe 2            | Résultat           |
| ---------------------------- | ------------------- | ------------------ |
| KAC de Kénitra               | FUS Rabat           | 0 - 2              |
| Jeunesse El Massira          | Wydad Athletic Club | 1 - 4              |
| Difaâ d'El Jadida            | Club sportif Toulal | 2 - 0 (extra-time) |
| Kawkab de Marrakech          | Maghreb de Fès      | 0 - 1 (extra-time) |
| CODM de Meknès               | Olympique de Safi   | 0 - 0 (4-3 tab)    |
| Association sportive de Salé | Union de Mohammédia | 1 - 2              |
| Chabab Mohammédia            | Chabab Rif Hoceima  | 0 - 1              |
| Hassania d'Agadir            | JS de Tadla         | 1 - 0              |

### Quarts de finale
| Équipe 1          | Équipe 2            | Résultat        |
| ----------------- | ------------------- | --------------- |
| CODM de Meknès    | Union de Mohammédia | 2 - 1           |
| Difaâ d'El Jadida | Chabab Rif Hoceima  | 2 - 1           |
| Hassania d'Agadir | Maghreb de Fès      | 0 - 1           |
| FUS Rabat         | Wydad Athletic Club | 1 - 1 (4-5 tab) |

### Demi-finale
| Équipe 1       | Équipe 2            | Résultat        |
| -------------- | ------------------- | --------------- |
| CODM de Meknès | Difaâ d'El Jadida   | 1 - 0           |
| Maghreb de Fès | Wydad Athletic Club | 1 - 1 (3-2 tab) |

### Finale
| Entraîneur :   |
| Rachid Taoussi |

| Entraîneur :     |
| Abderrahim Talib |

| Entraîneur :   |
| Rachid Taoussi |

| Entraîneur :     |
| Abderrahim Talib |

## Vainqueur
| Vainqueur Coupe du Trône 2011 Maghreb de Fès 3e titre |

## Dotation
- dotation totale : 3,5 millions de MAD,
- vainqueur (1re place) : 1,5 million de MAD,
- finaliste (2e place) : 1 million de MAD,
- demi-finalistes (3e et 4e places) : 0,5 Million de MAD chacun[1].